# Craig McLachlan
Craig Dougal McLachlan (* 1. September 1965 in Sydney, Australien) ist ein australischer Schauspieler und Sänger.
Er spielte unter anderem in den Fernsehserien Nachbarn (Neighbours) (1987–1989), Home and Away (1989–1991) und McLeods Töchter die Rolle des Kane Morgan (2004).
2011 nahm er an der sechsten Staffel der britischen Eiskunstlaufshow Dancing on Ice teil.

## Filmografie (Auswahl)
- 1985: Nachbarn (Neighbours, Fernsehserie)
- 1991: Twin Peaks – 1 Folge
- 1995–1999: Bugs – Die Spezialisten (Fernsehserie)
- 1995: Katharina die Große (Catherine the Great)
- 2001: Cubbyhouse – Spielplatz des Teufels (Cubbyhouse)
- 2003: Heroe’s Mountain – Eisige Hölle
- 2004: McLeods Töchter
- 2005: The Great Raid – Tag der Befreiung
- 2008: Packed to the Rafters